# うさぎパラダイス
『うさぎパラダイス』は竹本泉による連作短編漫画（「うさぎシリーズ」）を収録した単行本作品。ホビージャパン社の『コミックマスター』（No.1-8）及び『コミックマスターEX』（No.2）で1990年から1992年にかけて連載された。全9話。

## 概要
天才的頭脳を持つがいつも眠ってばかりいる男の子・苺谷苺太と、その幼なじみの女の子・代々木美世代が、奇妙な発明品を巡って巻き起こす（あるいは巻き込まれる）不思議な騒動を描いた、SFコメディ作品。
第1話の時点では「別にシリーズもんじゃないですけどね」と書かれているが、結局2年に渡る連載となった。
単行本はホビージャパン・ノアール出版から出たが、2006年現在いずれも絶版となっている。eBookJapanなどでノアール出版版が電子書籍として購入可能。

## 登場人物

### メインキャラクター

#### 苺谷苺太
本編の主人公の少年。一日の三分の二を眠りに費やしていて、起きている時もいつもボーっとしており学校の成績も凡庸。しかし実は祖父譲りの天才的頭脳の持ち主であり、ひとたび変なこと、興味のあることが起きれば目がパッチリ、頭脳がフル回転して活躍する。幼なじみの美世代にはいつも振り回されているが、なんだかんだで彼女の無茶な頼みに付き合ってあげている。

#### 代々木美世代
本編のヒロインの少女。苺太とは家が隣同士の幼なじみで、彼のことは「苺太ちゃん」と呼んでいる。苺太に好意を寄せていて、様々な方法でアプローチするが、いつも寝ている苺太相手には空回りになることが多い。それどころか作中で「いつもなんかある時は美世代が原因で始まるんだけど」といわれてしまうように、その苺太を想うあまりのアクションが、騒動の発端となってしまうこともしばしば。

#### 苺谷博士
苺太の祖父で、町外れに研究所を構える天才発明家。飄々としたとぼけた老人だが、その発明品は常識を超えた規格外のものばかりであり、その発明品が発端となってほとんどの話は展開する。先行する『魔法使いさんおしずかに!』やほぼ同時期の『さよりなパラレル』など他作品でもスター・システムを利用し、同じ顔・同じ性格の人物が何度か登場させており、いずれも重要な役割を担っている。モチーフはピーター・カッシング。

### サブキャラクター

#### 美世代の母
美世代とは対照的な雰囲気の、厳格な女性。美世代のわがままにも、そして中世編では錬金術師・イチゴターレ（苺谷博士）に対しても毅然とした態度で臨む。

#### 東南崎さん
苺谷博士の助手。前髪で隠れていて目は見えない。博士を神様のように尊敬しており、常に行動をともにしている。一方で夢の世界でハーレムを作るなど俗な一面も。

#### 苺太の父
苺谷博士の息子だが、その天才を受け継がなかった普通のサラリーマン。苺谷博士・苺太の父・苺太の三人の紹介は各話に毎回挿入されるお約束で、そのたびに凡庸である旨が語られる。当初は「ほっといて下さい」と拗ねていたが、後半になるにつれ開き直っていく。本筋にはほとんど絡むことがない。

#### 苺太の母
苺太の母親だが、ほぼレギュラーの美世代の母に対し、こちらはめったに登場しない。ボサボサの髪、ボーっとした雰囲気など、風貌は苺太によく似ている。

#### トベリクルプ
第5話のゲストキャラクター。ジププププ星間帝国侵略軍団に所属する宇宙人。地球より5世紀は優に進んだ文明を誇り、苺谷博士の発明を利用して地球を征服しようと図る。容姿は人間の女性とほぼ変わらず、露出度の高い服装に身を包み、性格は高飛車。右手首につけた武器から出る光線は、当たったものを原子の霧に変えてしまう強力なもの。結局計画は挫折し、苺谷博士によって再び元の星に戻されることとなる。

## 各話あらすじ

### さかだちな午後のうさぎ
デートの時もいつも寝てばかりの苺太にむくれ気味の美世代。母親に命じられて部屋を掃除していると、うっかり掃除機を壊してしまった。苺太に直してもらうが、苺谷博士の作った強力モーターを載せた掃除機は、部屋ごと苺太と美世代を吸い込んでしまう。

### 人参ぎらいな毎日うさぎ
人参が大嫌いな美世代に業を煮やした母親は、全ての食事を人参尽くしにしてしまう。美世代は苺太とともに、品種改良でくだもの味の人参を作ろうとするが、そのために用意した「植物の生長を早くする薬」が、思いもよらぬトラブルの原因となる。

### 夢みるうさぎたち
苺太の家を訪れた美世代であったが、苺太ばかりか苺谷博士、東南崎さんまでもが、奇妙な機械を囲んで眠っている。急に眠気に誘われた美世代も一緒に眠りに付くと、気が付けばあたりには同じ顔の自分たちが何組もうろうろしている。実はあの機械は、みんなの夢を繋げて、みんなで同じ夢を見る装置だった。

### 夏の日の古典なうさぎ
時は紀元前100年ぐらい、所は古代ローマ帝国。ギリシアの発明家・イチゴタニディプスの孫、イチゴダスとローマ軍人・ヨヨギメリウス将軍の娘、ミヨヨシアは幼なじみ。ミヨヨシアはイチゴダスの心を掴むホレ薬の材料を探しに、イチゴダスとともに船旅に出る。一方街では、大流行する虫歯と、沖合に出るという怪物が問題となっていた。元々は某講談社での連載用に考えた話であるという。

### 苺と73光年なうさぎ
地球から73光年の彼方の遊星ジププププからメッセージを受信した苺太。モニターに写る女性・トベリクルプの言うまま、苺谷博士は両世界を結ぶ超空間トンネル発生装置を完成させるが、これは地球を征服しようとする星間帝国侵略軍団の罠であった。ところがトベリクルプは誤ってトンネル発生装置を破壊してしまい、一人地球に取り残されてしまう。タイトルはフレドリック・ブラウンの『73光年の妖怪』に因んだもの。

### 眠れぬ週末のうさぎ
いつも眠ってばかりの苺太に怒った美世代。苺谷博士から「パッチリ目を覚ましていられる薬」をもらって、苺太に飲ませることに。苺太はたちまち成績トップになるなどその本来の才能を発揮するが、四六時中フル回転する苺太の知能は、次第に常軌を逸したレベルにまで拡大していく。

### 春うらら雪だるまなうさぎ
季節はずれの雪の朝、苺谷博士の研究所の上に巨大な雪だるまが現れる。苺谷博士が研究所の屋根に反発シールドを張ったのが原因であったが、その日以来一ヶ月、局地的な雪は降り止まず、雪だるまはますます巨大化を続けることに。作者が現在まで好んで書く、「雪だるまもの」の一編。

### 森のうさぎ空のうさぎ
舞台は中世ヨーロッパ。錬金術師ドクトル・イチゴターレは、奇妙な実験でしょっちゅう町に騒動を起こしていた。巡回判事ヨヨギマイヤーは、イチゴターレが実験を止めない限り、その孫のイチゴハンスと、自分の娘のミヨヨハンナとの付き合いは認めないと言い渡す。そんな最中、森に謎の巨大うさぎが出現する。

### うさぎなうらおもて
「タイミングをずらす機械」を発明した苺太。苺太と美世代は、この機械を使って鏡の世界に入り込む。

## 備考
- それまで少女漫画で活躍していた作者が、それ以外の雑誌に進出する嚆矢となった連載作品である。もっとも「いつものみたいのでけっこうです」と編集者に言われたと「あとがき」で語るように、それまでと同様の作風が貫かれている[2]。一方で「少女誌じゃないんだから」と、意識的に露出度の高い女性キャラクターを描いたことを「なかがき」で述べている[3]。
- 本作の設定は講談社の子供向け少女漫画誌「キャロル」用に考えたもので、当時の設定では主人公は7、8歳の子供である「トートくん」と「エリーちゃん」であった。本作の第1話と第2話は当時のプロットをほぼそのまま流用しているため、美世代の性格が他に比べてやや子供っぽく描かれている[4]。
- 1994年に発売されたCD『うじゃうじゃパラダイス』は、本作と『アップルパラダイス』のイメージアルバムである[5]。